# Zsivótzky Gyula
Zsivótzky Gyula (Budapest, 1937. február 25. – Budapest, 2007. szeptember 29.) a Nemzet Sportolója címmel kitüntetett olimpiai bajnok atléta, sportvezető. 1952-től a Kiskunfélegyházi Vasas, 1955-től a Testnevelési Főiskola SE, majd 1958-tól az Újpesti Dózsa kalapácsvetője. 1956-tól 1973-ig szerepelt a magyar válogatottban. Négy olimpián vett részt, az 1960. évi római és az 1964. évi tokiói olimpián ezüstérmet (súlyos betegsége után), az 1968. évi mexikóvárosi olimpián olimpiai bajnoki címet nyert. A kalapácsvetés világcsúcsát kétszer, Európa-csúcsát hétszer javította meg. 1958 és 1970 között tizenhárom egymást követő évben lett magyar bajnok. 1958-tól 1982-ig tartotta kalapácsvetés magyar rekordját. Az aktív sportolást 1973-ban fejezte be. Ő volt az első 70 méter felett teljesítő magyar kalapácsvető.

## Sportpályafutása
1952-ben kezdett a Kiskunfélegyházi Vasasban sportolni. Csermák József olimpiai bajnoki aranyérme miatt választotta a kalapácsvetést. Kezdetben házi gyártású szerrel készült fel. Szakedzője nem volt. Egy idősebb kalapácsvető iskolatársa és egy szakkönyv segítségével folytatta az edzéseit, majd két éven át egymaga edzett. 1954-ben a felnőtt magyar ranglistán 12. volt. 1955-ben a TFSE versenyzője lett. Edzője Harmati Sándor lett. Ebben az évben negyedik helyezést ért el a magyar bajnokságon. 1956-ban a válogatott keret tagja lett.
1957 májusában először dobott a 60 méteren túl (60,88 m). Szeptemberben bronzérmes lett az universiadén. Néhány nap múlva a Csehszlovákia elleni válogatott viadalon háromszor javította meg egyéni legjobbját (61,80 m, 62,03 m, 62,38 m). 1958-ban az Újpesti Dózsába igazolt. Júniusban megdöntötte Csermák József magyar rekordját, amit az év folyamán további három alkalommal javított tovább. Az Európa-bajnokságon bronzérmet ért el. Az év végi világranglistán 13. volt. 1959 májusában két alkalommal is magyar csúcs közelében dobott és a hónap végén meg is döntötte azt. Szeptemberben győzött az universiadén. A világranglistán negyedik helyen zárt. 1960 májusában 1 centimétert, egy hét múlva további 2,5 métert javított a csúcsán. Utóbbi eredmény Európa-rekord volt. Ezt augusztusban tovább növelte. Az olimpián ezüstérmet szerzett. A világranglistán második volt.
1961-ben versenycsúccsal ismét első lett az universiadén. A világranglistán nem szerepelt az első tízben. 1962-ben már májusban 66 métert ért el, majd a nyár folyamán 68 méterig javult. Szeptemberben három versenyt is Európa-rekorddal nyert meg, köztük az Európa-bajnokságot is. A világranglistán második volt. 1963 szeptemberében ezüstérmet nyert az universiadén. 1963 november és 1964 február között bélelzáródása miatt háromszor műtötték meg. Ezalatt 19 kilót fogyott. Április elején kezdte meg az edzéseket, június közepén versenyezhetett újra, diszkosszal. Júliusban 66,60 méterrel magyar bajnokságot nyert. Az olimpiáig 68,77 méter lett a legjobb eredménye, amivel ötödik volt az indulók között. Az ötkarikás verseny selejtezőjében (67,99 m) és a döntőjében (69,09 m) is olimpiai csúcsot ért el. Utóbbi eredmény a második helyhez volt elegendő.
1965-ben már májusban 69 méter fölé jutott. Augusztusban harmadszor is megnyerte az universiadét. Szeptemberben egy csapatbajnoki versenyen 73,74 méteres világcsúcsot ért el. 1966 júniusában kaliforniai versenykörúton vett részt. Az Európa-bajnokságon nem tudta megközelíteni szezonbeli legjobbját, így a második helyen végzett. 1967 augusztusában tagja volt az Európa-válogatottnak az USA elleni csapatversenyen. 1968 februárjában bejelentette, hogy edzéseit a továbbiakban Csermák József irányítja. Májusban már 72 métert ért el. A szeptemberben az ob-n 73,36 métert dobott. Két héttel később 73,76 méterrel megjavította a világcsúcsot. Októberben olimpiai bajnokságot nyert.
1969-ben egy franciaországi edzőtáborozás után június elejéig csak két versenyen szerepelt. A hónap közepén a budapesti nemzetközi versenyen 71,64 métert ért el és a szovjet Klim megdöntötte Zsivótzky világcsúcsát. Júliusban Koblenzben és Zürichben is versenyt nyert. Július végén ismét tagja volt az Európa-válogatottnak. A szeptemberi Európa-bajnokságon negyedik helyezést ért el. 1970-ben sorozatban 13. magyar bajnoki címét nyerte kalapácsvetésben. Az 1971-es Európa-bajnokságon 71,58 méteres selejtezőbeli eredmény után 64,94 méterrel 11. helyen végzett a döntőben. Az Eb után több alkalommal is tudott 72 méter felett teljesíteni. Az 1972-es szezont 72,04 méteres eredménnyel kezdte. Az olimpián 71,38 méterrel ötödik lett. 1973-ban államvizsgázott. A szezonban csak hazai versenyeken szerepelt.
1976-ban a MASZ kalapácsvető albizottságának tagja lett. 1988-tól a Magyar Olimpiai Bizottság, 1989-től a MOB sportolói bizottságának tagja. A Sportsegély alapítvány kuratóriumának tagja. 1990-ben az UTE elnökségi tagja lett. 1991 és 1993 között az Újpesti TE elnökhelyettese volt. 1991-ben pályázott a MOB elnökségi tagságára, de visszalépett a szavazás során. 1994-től a Magyar Atlétikai Szövetség elnökségi tagja, 1999-től alelnöke. 1995-től a Magyar Atlétikáért Alapítvány kuratóriumi elnöke. A Mező Ferenc közalapítvány kuratóriumi tagja, 2004-től elnöke. 2005-ben a MOB elnökségi tagja lett. MOB Hagyományőrző Bizottságának vezetője volt.

## Sporteredményei
- olimpiai bajnok (1968)
- kétszeres olimpiai 2. helyezett (1960, 1964)
- olimpiai 5. helyezett (1972)
- Európa-bajnok (1962)
- Európa-bajnoki 2. helyezett (1966)
- Európa-bajnoki 3. helyezett (1958)
- Európa-bajnoki 4. helyezett (1969)
- Európa-bajnoki 11. helyezett (1971)
- Universiade-győztes (1959, 1961, 1965)
- Universiade 2. helyezett (1963)
- Universiade 3. helyezett (1957)
- tizenháromszoros magyar bajnok (1958–1970)

## Rekordjai
Kalapácsvetés
- 58,41 m (1955. május 27., Győr) országos ifjúsági csúcs[32]
- 59,07 m (1956. augusztus 19., Budapest) országos ifjúsági csúcs[33]
- 59,69 m (1956. szeptember 16., Budapest) országos ifjúsági csúcs[34]
- 62,88 m (1958. június 14., Budapest) országos csúcs[35]
- 63,68 m (1958. augusztus 21., Stockholm) országos csúcs[36]
- 63,84 m (1958. szeptember 7., Budapest) országos csúcs[37]
- 64,10 m (1958. szeptember 21., Budapest) országos csúcs[38]
- 64,50 m (1959. május 30., Budapest) országos csúcs
- 65,45 m (1959. május 30., Budapest) országos csúcs
- 65,72 m (1959. május 30., Budapest) országos csúcs[39]
- 65,73 m (1960. május 21., Budapest) országos csúcs[40]
- 66,68 m (1960. május 29., Budapest) országos csúcs
- 68,22 m (1960. május 29., Budapest) Európa-csúcs[41]
- 68,64 m (1960. augusztus 14., Budapest) Európa-csúcs
- 69,53 m (1960. augusztus 14., Budapest) Európa-csúcs[42]
- 69,58 m (1962. szeptember 8., Budapest) Európa-csúcs[43]
- 69,64 m (1962. szeptember 16., Belgrád) Európa-csúcs[44]
- 70,42 m (1962. szeptember 23., Budapest) Európa-csúcs[45]
- 73,74 m (1965. szeptember 4., Debrecen) világcsúcs[46]
- 73,76 m (1968. szeptember 14., Budapest) világcsúcs[47]

### Legjobb eredményei évenként
| Év   | Kalapácsvetés | Diszkoszvetés | Súlylökés     |
| ---- | ------------- | ------------- | ------------- |
| 1953 | 46,82 m       |               |               |
| 1954 | 51,16 m (12.) |               |               |
| 1955 | 53,07 m (8.)  | 44,19 m (12.) | 12,71 m       |
| 1956 | 59,69 m (3.)  | 42,97 m       | 14,16 m (10.) |
| 1957 | 62,38 m (1.)  | 46,60 m (5.)  | 14,71 m (6.)  |
| 1958 | 64,10 m (1.)  | 47,32 m       | 15,33 m       |
| 1959 | 65,72 m (1.)  | 48,18 m (7.)  | 15,13 m (6.)  |
| 1960 | 69,53 m (1.)  |               | 15,90 m       |
| 1961 | 65,41 m (1.)  |               |               |
| 1962 | 70,42 m (1.)  |               |               |
| 1963 | 69,06 m (1.)  |               | 15,88 m (5.)  |
| 1964 | 69,09 m (1.)  |               | 15,60 m (6.)  |
| 1965 | 73,74 m (1.)  | 50,80 m (9.)  | 15,82 m (6.)  |
| 1966 | 71,94 m (1.)  | 51,72 m (6.)  | 15,50 m (10.) |
| 1967 | 68,96 m (1.)  |               |               |
| 1968 | 73,76 m (1.)  |               |               |
| 1969 | 72,58 m (1.)  |               |               |
| 1970 | 70,96 m (1.)  |               |               |
| 1971 | 73,06 m (2.)  |               |               |
| 1972 | 72,04 m (2.)  |               |               |
| 1973 | 64,20 m (6.)  |               |               |
| 1974 | 55,66 m (21.) |               |               |

Zárójelben az év végi magyar ranglistahelyezés.

## Családja
Felesége Komka Magdolna magasugró, olimpikon. Fiai Zsivóczky Gyula ifjúsági Európa-bajnok labdarúgó, és Zsivoczky Attila világbajnoki bronzérmes atléta.

## Díjai, elismerései

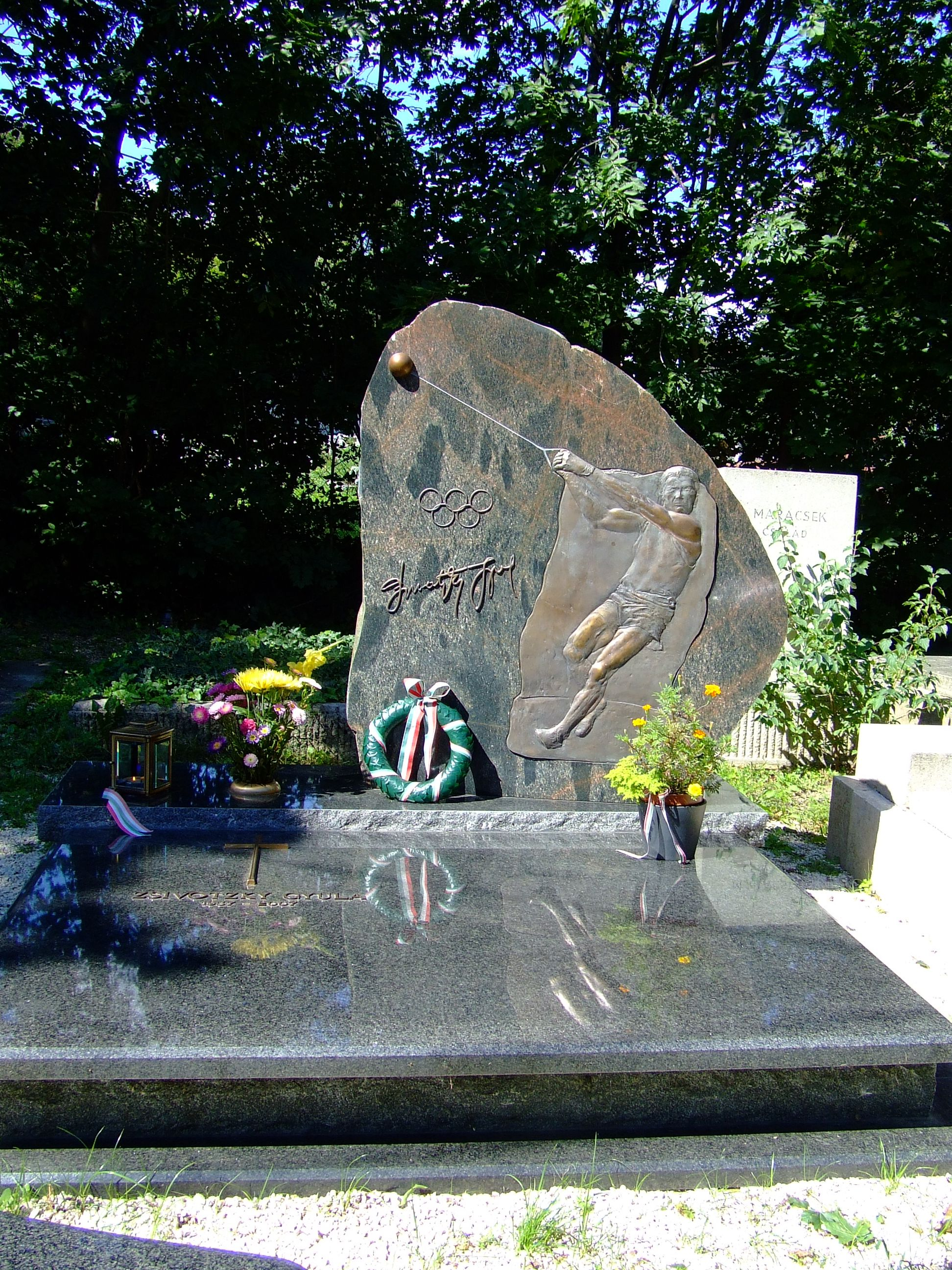
Zsivótzky Gyula sírja Budapesten. Óbudai temető: 24-I.

- A szocialista munkáért érdemérem (1960)
- Kiváló Sportoló (1962)[67]
- A Magyar Népköztársasági Sportérdemérem arany fokozata (1964)
- Az év magyar atlétája (1965, 1968)
- Az év magyar sportolója (1965, 1968)
- A haza szolgálatáért érdemérem aranyfokozata (1967)
- A Munka Érdemrend arany fokozata (1968)
- A Magyar Népköztársasági Sportérdemérem arany fokozata (1975)[68]
- Halhatatlanok klubja tagja (1995)
- MOB olimpiai aranygyűrű (1995)
- A Magyar Köztársasági Érdemrend kiskeresztje (1997)[69]
- MOB-érdemérem (1998)
- Az évszázad magyar atlétája (1999)
- Beválasztották a 20. század száz legjobb atlétája közé (IAAF)
- Magyar Örökség díj (2000)
- A Nemzet Sportolója (2004)
- Kiskunfélegyháza és Balatonfenyves díszpolgára

## Emlékezete
- Zsivótzky Gyula sportcsarnok, Kisbér
- Zsivótzky Gyula emlékverseny
- Zsivótzky Gyula emléknap (2012)
- (175437) Zsivotzky kisbolygó (2017)[70]